# Monsaraz
Monsaraz é uma povoação portuguesa sede da Freguesia de Monsaraz do Município de Reguengos de Monsaraz, freguesia com 88,29 km² de área e 658 habitantes (censo de 2021), tendo, por isso, uma densidade populacional de 7,5 hab./km².

## História
Antiga sede de concelho, transferida pela primeira vez em 1838 e definitivamente em 1851 para a então vila de Reguengos de Monsaraz, hoje cidade. É importante não confundir Reguengos de Monsaraz com Monsaraz. São duas localidades distintas separadas por cerca de 15 km.
A vila de Monsaraz foi conquistada aos mouros, em 1167, pelos homens de Geraldo Sem Pavor. O primeiro foral veio a ser concedido por D. Afonso III, em 15 de janeiro de 1276. O castelo de Monsaraz desempenhou ao longo dos séculos o papel de sentinela do Guadiana, vigiando a fronteira com Castela. A vila chegou a administrar três freguesias: a Matriz de Santa Maria da Lagoa, Santiago e São Bartolomeu.
Foi sede do concelho até 1838, quando esta função passou para a freguesia de Reguengos.
Em 2007 Monsaraz foi uma das finalistas na escolha das 7 Maravilhas de Portugal.

## Demografia
A população registada nos censos foi:
| Distribuição da População por Grupos Etários | Distribuição da População por Grupos Etários | Distribuição da População por Grupos Etários | Distribuição da População por Grupos Etários | Distribuição da População por Grupos Etários |
| -------------------------------------------- | -------------------------------------------- | -------------------------------------------- | -------------------------------------------- | -------------------------------------------- |
| Ano                                          | 0-14 Anos                                    | 15-24 Anos                                   | 25-64 Anos                                   | > 65 Anos                                    |
| 2001                                         | 100                                          | 120                                          | 482                                          | 275                                          |
| 2011                                         | 81                                           | 65                                           | 406                                          | 230                                          |
| 2021                                         | 59                                           | 43                                           | 335                                          | 221                                          |

## Património
- Conjunto megalítico da Herdade do Xerez
- Menir do Outeiro ou Menir no sítio do Penedo Comprido
- Menir da Belhoa ou Menir da Bulhoa
- Conjunto megalítico do Olival da Pêga
- Fortificações da Vila de Monsaraz e todo o conjunto intramuros
- Ermida de Santa Catarina de Monsaraz
- Capela de São Bento ou Ermida de São Bento
- Pelourinho de Monsaraz
- Lagar de São João da Betola
- Atalaia de São Gens ou Torre de São Gens do Xarez
- Igreja Matriz de Santa Maria da Lagoa

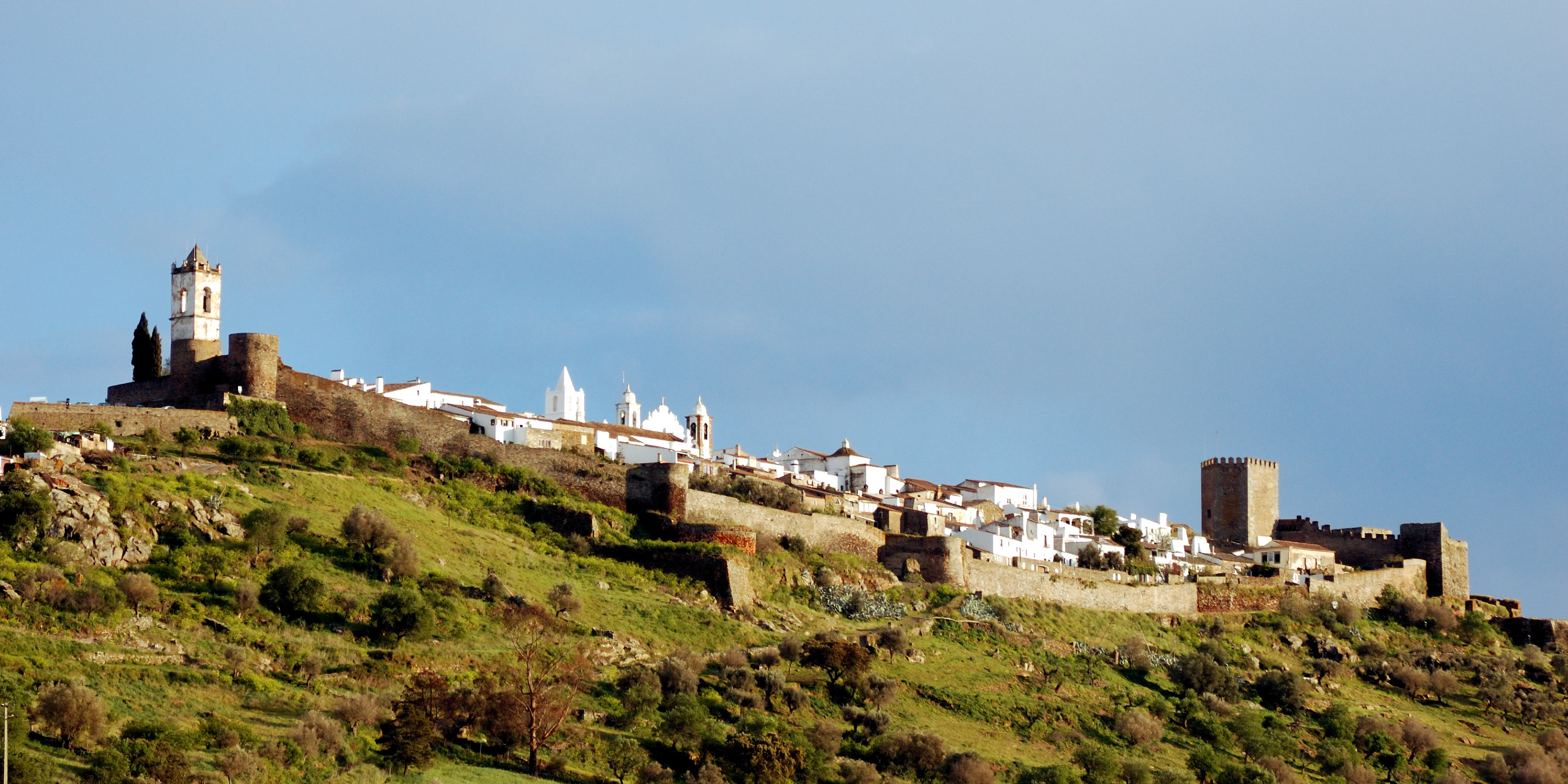
Monsaraz
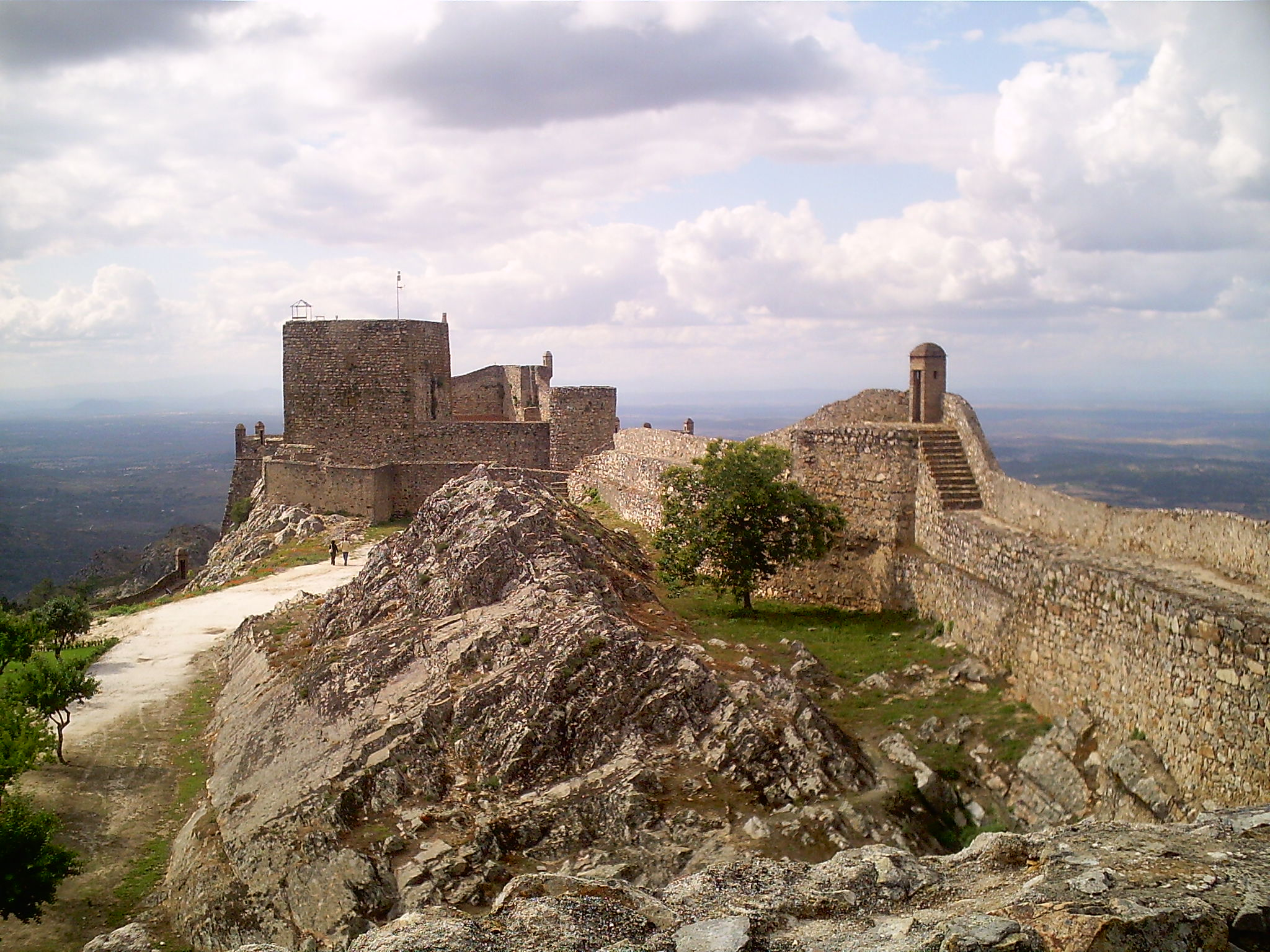
Castelo e muralha
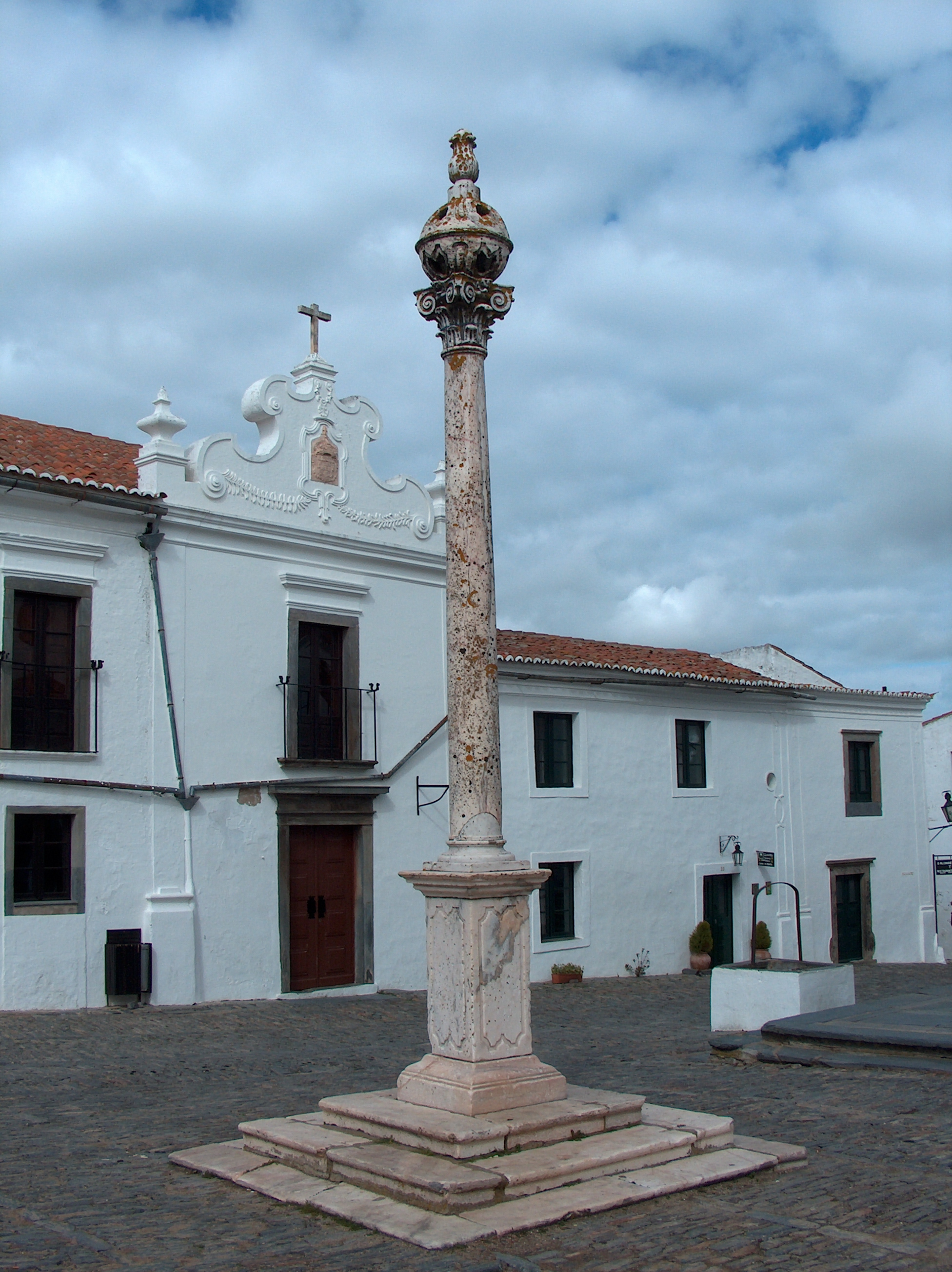
Pelourinho
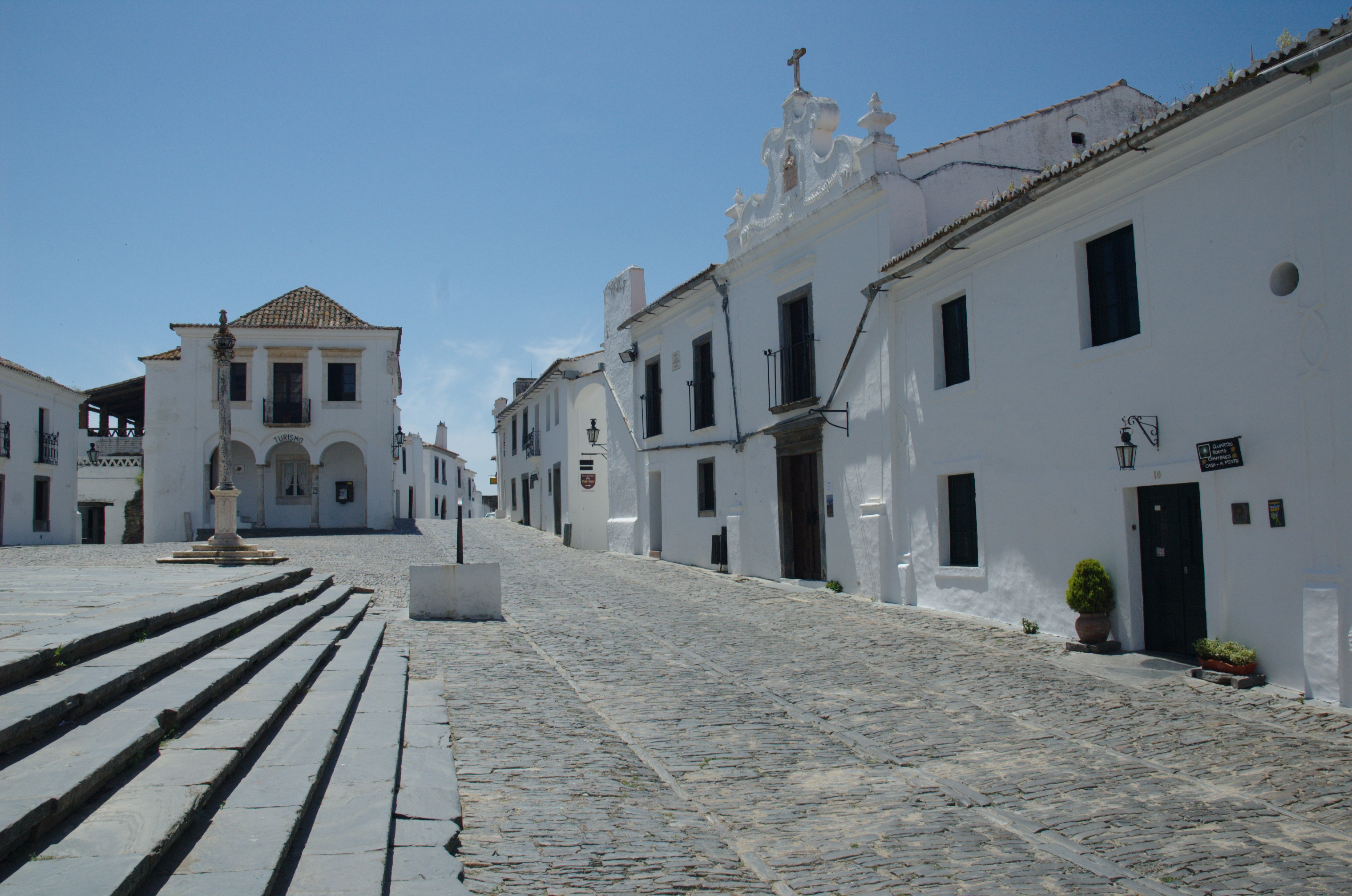
Monsaraz
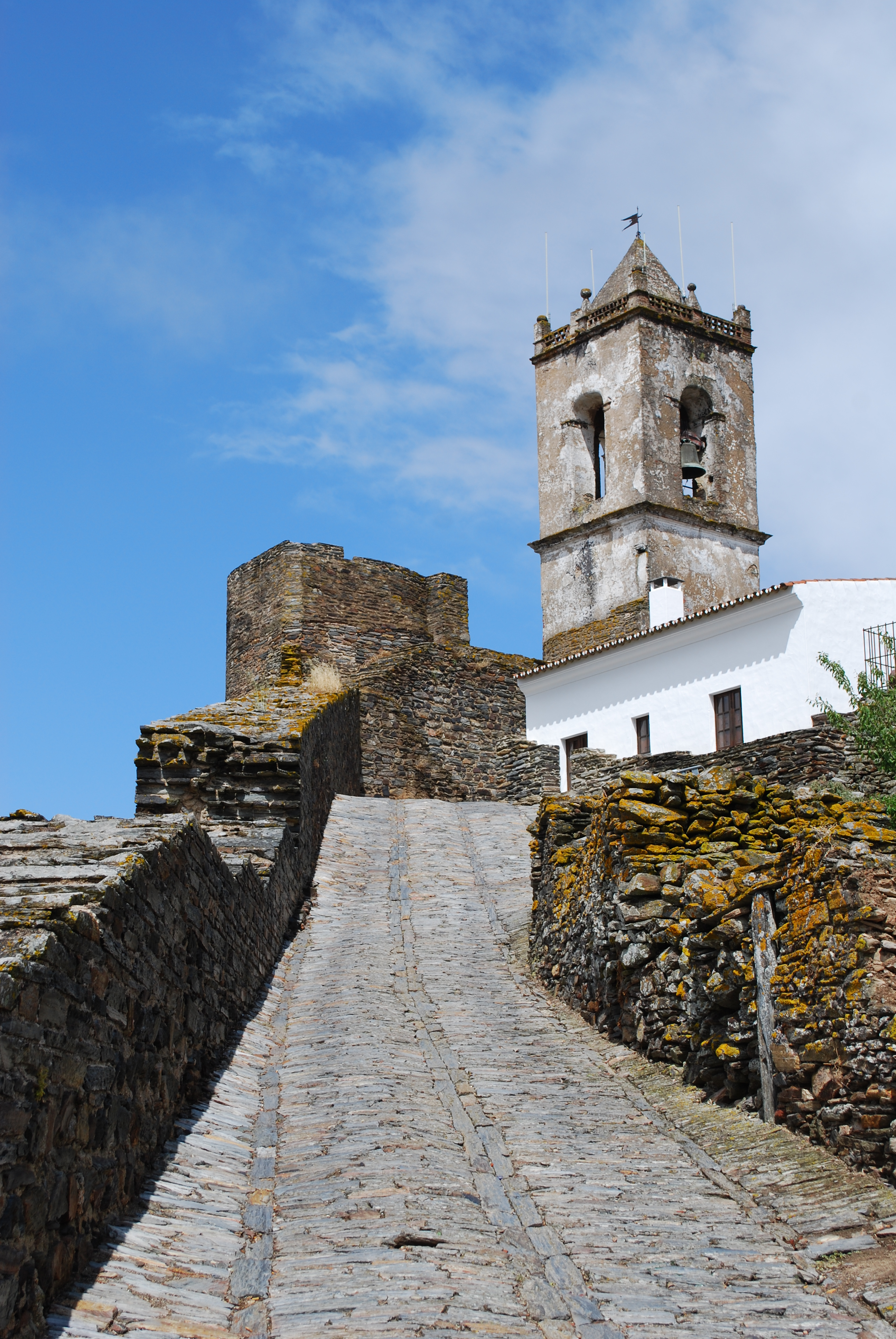
Núcleo intramuros da vila
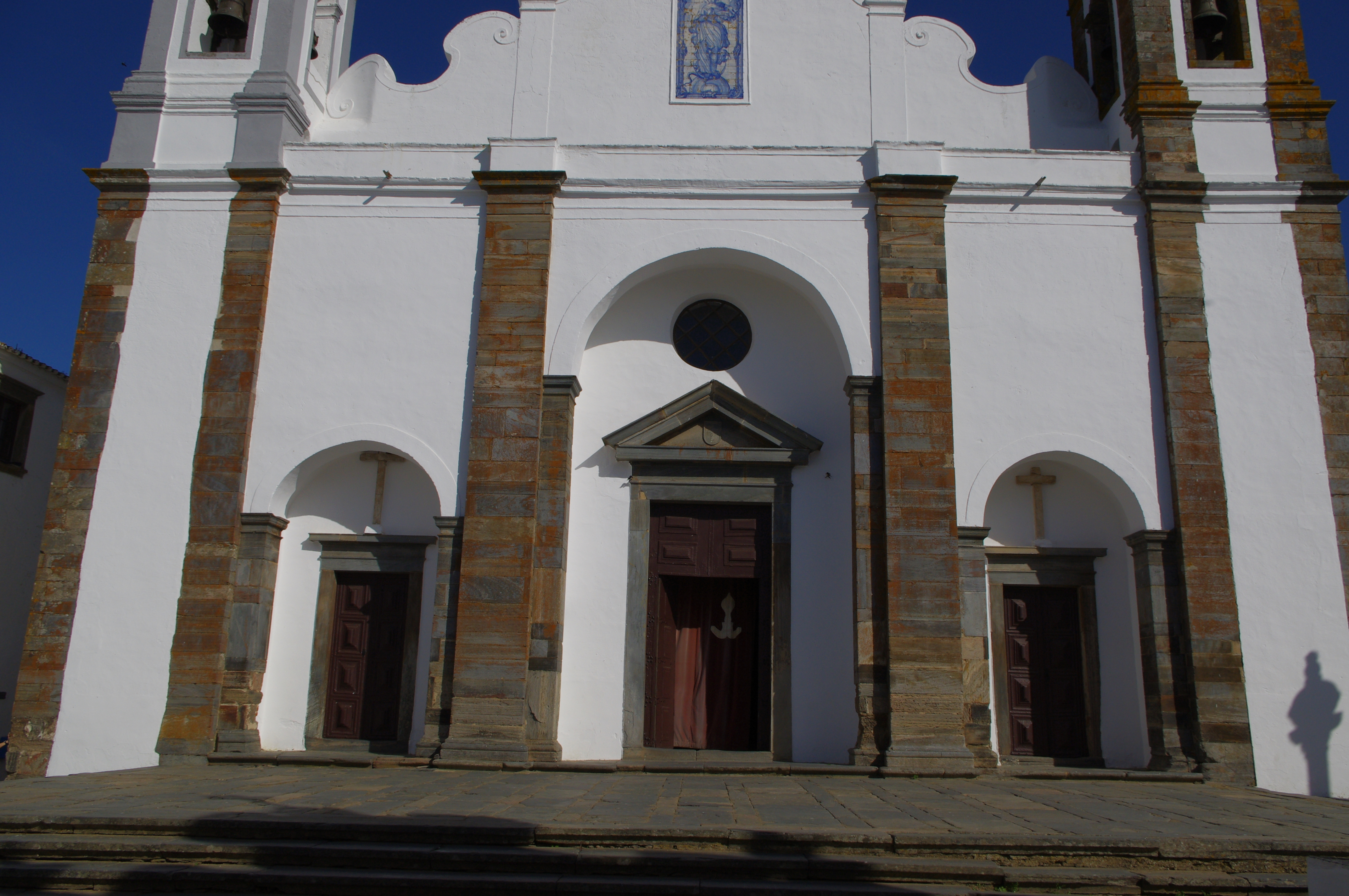
Igreja Matriz de Monsaraz
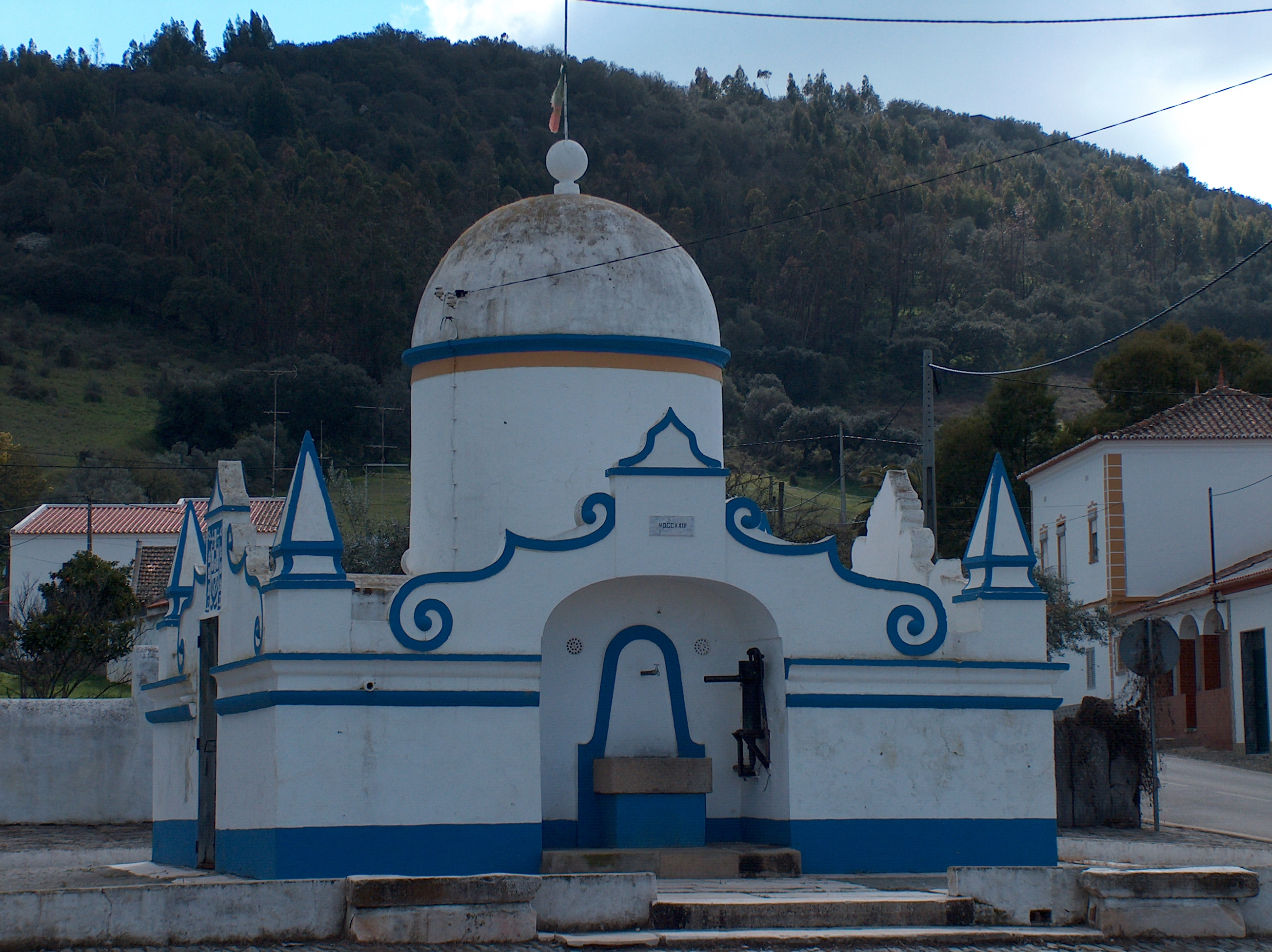
Fonte no lugar de Telheiro
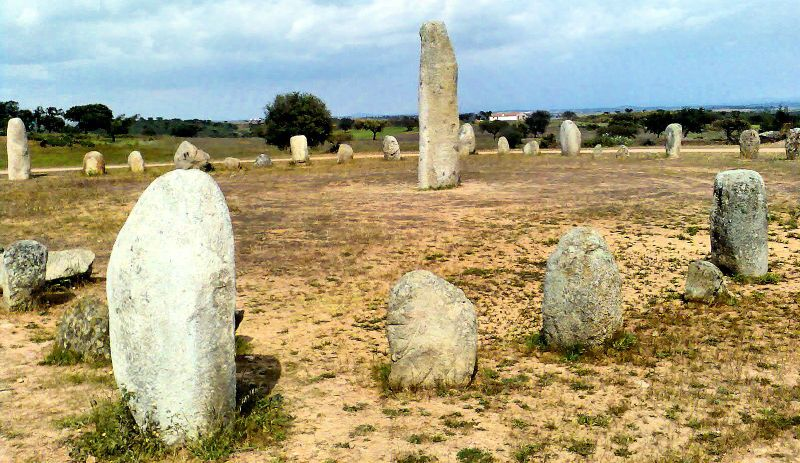
Cromeleque do Xerez
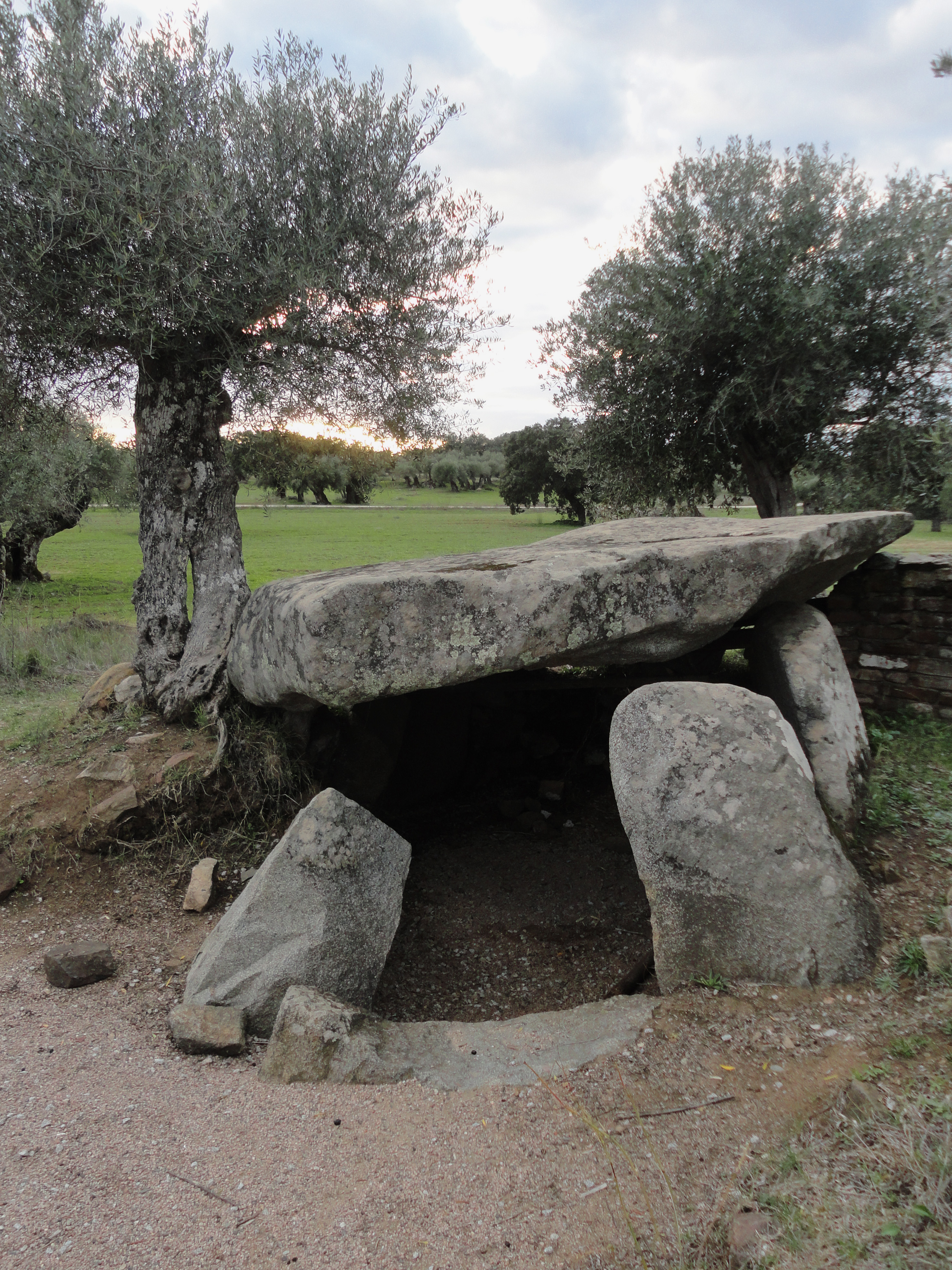
Anta do Olival da Pega
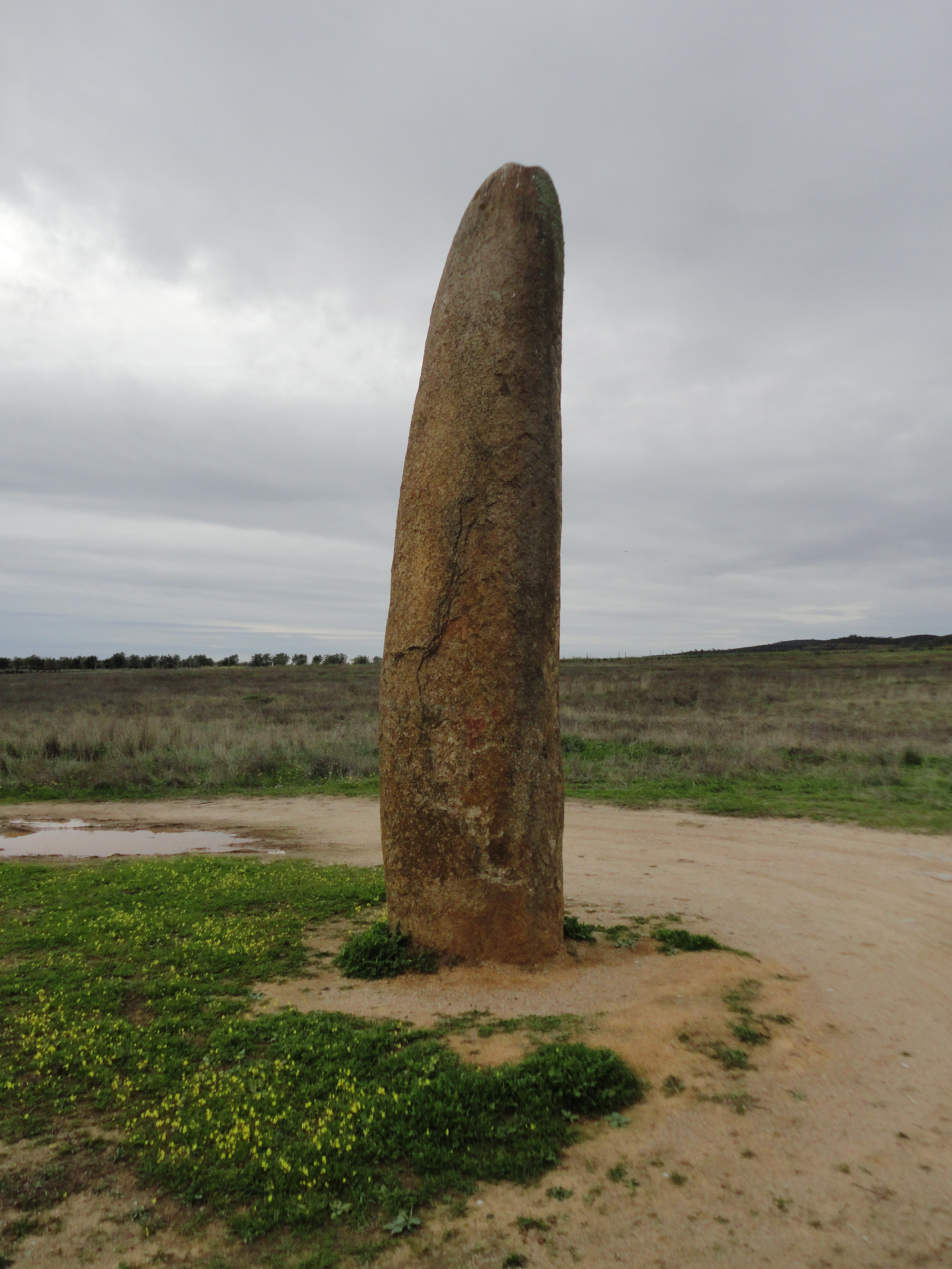
Menir do Outeiro
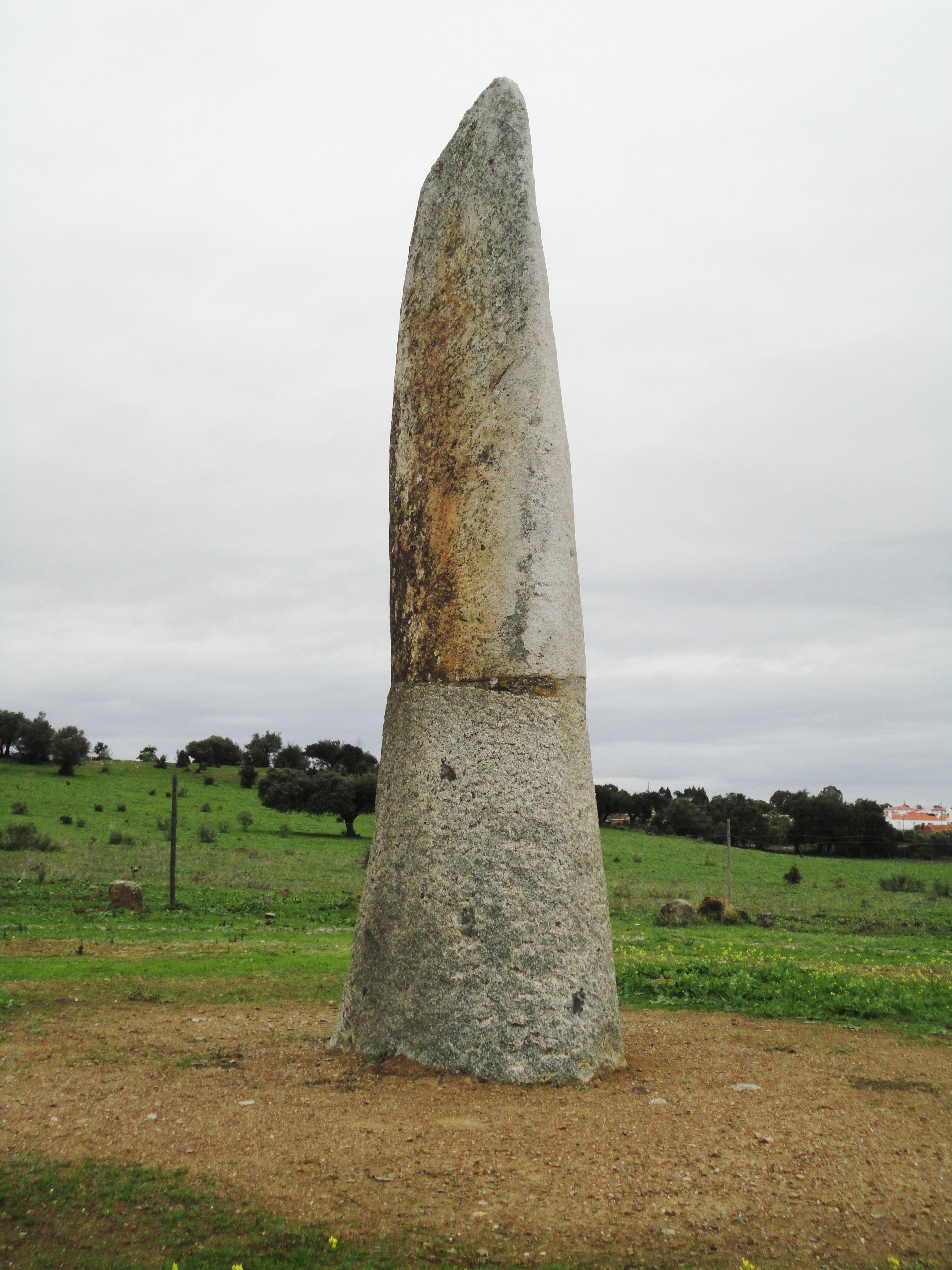
Menir da Belhoa/Bulhoa

## Personalidades ilustres
- Visconde de Monsaraz e Conde de Monsaraz

## Localidades da freguesia
- Monsaraz (vila)
- Barrada
- Motrinos
- Outeiro
- Telheiro
- Ferragudo

## Cultura
Monsaraz foi alvo de um estudo antropológico em 1965–67, na tese de doutoramento de José Cutileiro "A Portuguese Rural Society", sendo identificada pelo pseudónimo Vila Velha.
Em Monsaraz realiza-se um importante evento cultural, com formato bienal, denominado Monsaraz Museu Aberto, uma iniciativa que habitualmente decorre no mês de julho.
Aficionadas da festa brava levada ao extremo, as gentes de Monsaraz pretendem gozar de estatuto excepcional no que toca a touradas de morte, e, tal como acontece na vila de Barrancos desde 2002, poderem matar legalmente o touro na arena.
Quem visita esta histórica freguesia pode não só apreciar todo o património monumental e paisagístico, como também as exposições das mais variadas formas de arte que estão expostas permanentemente no ciclo de exposições da Igreja de Santiago — Galeria de Arte.

## Turismo
- Observatório do Lago Alqueva